# Nikolaj Omersa (literarni zgodovinar)
Nikolaj (Miklavž) Omersa (omêrza), slovenski literarni zgodovinar, * 5. december 1878, Kranj, † 18. junij 1932, Kranj.

## Življenje in delo
Omersa je po končani osnovni šoli v Kranju in gimnaziji v Ljubljani (1898) na Dunaju in Gradcu študiral klasično filologofijo in slavistiko ter doktoriral 1909. Bil je suplent na gimnaziji v Gorici (1903–1907), na državni realki v Idriji (1909–1912), učitelj na državni obrtni šoli v Ljubljani, profesor na realni gimnnaziji v Celju (1920–1928), realki v Ljubljani do decembra 1930 in nato dodeljen prosvetnemu oddelku banske uprave v Ljubljani.
Že kot študent se je zanimal za preporod slovenske književnosti ob koncu 18. stol., ki mu je tudi dal snov za disertacijo. Sestavil je inačice tekstov Vodnikovih pesmi kot gradivo za študijo o nastanku in razvoju njegove pesniške tehnike, ocenil A.T. Linharta kot prevajalca ljudske balade o Pegamu in Lambergarju (1923), skušal utemeljiti domnevo, da pomeni šifra B. E. v Pisanicah barona Edelsteina, pravzaprav Ž. Zoisa (1927), objavil 2 pesmi J. Murna (Ljubljanski zvon,  1928) ter sestavil pomožno učno knjigo za srednje šole: Stihoslovje, 1. del (Celje,  1925) z osnovnimi zakoni metrike; 2. del, Stihoslovno oblikoslovje, pa je ostal v rokopisu.